# Мария-Антуанетта
Мари́я-Антуане́тта Австрийская (фр. Marie-Antoinette /maʁi ɑ̃twanɛt/, урождённая Мария Антония Йозефа Иоганна Габсбург-Лотарингская, нем. Maria Antonia Josepha Johanna von Habsburg-Lothringen, фр. Marie Antoinette Josèphe Jeanne de Habsbourg-Lorraine; 2 ноября 1755, Вена, Священная Римская империя — 16 октября 1793, Париж, Первая французская республика) — королева Франции и Наварры (с 10 мая 1774 года), младшая дочь императора Франца I и Марии-Терезии. Супруга короля Франции Людовика XVI с 1770 года. После начала Французской революции была объявлена вдохновительницей контрреволюционных заговоров и интервенции. Осуждена Конвентом и казнена на гильотине.

## Австрийская эрцгерцогиня
Мария-Антуанетта появилась на свет 2 ноября 1755 года в Вене и была 15-м ребёнком Марии-Терезии и императора Франца I Лотарингского. Эрцгерцогиня была названа в честь Девы Марии, святого Антония Падуанского, своего старшего брата Йозефа и Иоанна Крестителя. В семейном кругу она носила имя Антуан или Тония. Всех предыдущих своих детей Мария-Терезия произвела на свет без каких бы то ни было проблем. Во время родов последней дочери возникли серьёзные осложнения, врачи даже опасались за жизнь матери. Тяжёлые роды вкупе с землетрясением в Лиссабоне, которое произошло 1 ноября 1755 и унесло множество жизней, стали трактоваться как плохие знамения для новорождённой. Особенно принимая во внимание тот факт, что крёстными родителями Марии-Антуанетты были король и королева Португалии, хотя их представителями были эрцгерцог Йозеф и эрцгерцогиня Мария-Анна.
Детство и юность Марии-Антуанетты прошли при дворе, в основном, во дворце Шёнбрунн, в кругу большой и любящей, однако придерживающейся строгих нравов семьи. Уже начиная с трёх лет она должна была носить корсет, как и остальные члены её семьи женского пола. В детстве у эрцгерцогини были не совсем ровные зубы, и по приказу Марии-Терезии придворный дантист-француз приготовил для неё коррекционные проволочные насадки. Воспитание в императорской семье начиналось с самого раннего возраста и базировалось на строгой программе, разработанной Марией-Терезией специально для её детей. Программа занятий включала в себя уроки танцев, посещение театральных представлений, уроки истории, живописи, правописания, изучение теории управления государством, немного математики и иностранных языков. Девочкам также преподавались рукоделие и искусство ведения светской беседы. Несмотря на старания педагогов, современники отмечали, что принцесса не отличалась большой любовью к знаниям. Она предпочитала заниматься скорее играючи, а мать до определённого момента не обращала внимания на её образование. Мария-Антуанетта плохо писала и по-немецки, и по-французски, её музыкальное образование оставляло желать лучшего, но музыку она любила, играла на арфе и клавесине, флейте, неплохо пела (её учителем музыки был Глюк). Знания по истории и географии были немного поверхностными. Некоторое время искусство танца Мария-Антуанетта изучала у знаменитого реформатора балета, Жана-Жоржа Новера. Танцевать и радоваться жизни ей нравилось всегда.
По рекомендации епископа Орлеанского в качестве воспитателя ей был назначен аббат Вермон. Находя её обаятельной, обладающей превосходным характером и умением держать себя, Вермон отмечал, что: 
У неё больше интеллекта, чем можно было предполагать, но, к сожалению, из-за разбросанности в свои двенадцать лет она не привыкла его концентрировать. Немножко лени и много легкомыслия затрудняют занятия с нею. Шесть недель я преподавал ей основы изящной словесности, она хорошо воспринимает предмет, но мне пока не удалось заставить её глубже заинтересоваться преподанным материалом, хотя я и чувствую, что способности к этому у неё имеются. Я понял, наконец, что хорошо усваивает она лишь то, что одновременно и развлекает её.
 По отзывам лиц, знавших Марию-Антуанетту, она не прочла до конца, наверное, ни одной книги и старалась избегать серьёзных разговоров.

## Дофина Франции

### Союз Габсбургов и Бурбонов
Во второй половине XVIII века австрийские и французские дипломаты стремились к союзу двух династий: Бурбонов и Габсбургов. Залогом прочности этого союза должны были стать династические браки между 14 эрцгерцогами и эрцгерцогинями и отпрысками династии Бурбонов, представители которой в то время правили во Франции, Испании, Королевстве Обеих Сицилий и Парме. Данная мера призвана была улучшить политические отношения Австрии с другими государствами и упрочить её положение в Европе. Французская и австрийская стороны рассматривали разные варианты: предполагалось женить Людовика XV на принцессе дома Габсбургов, императора Иосифа II на одной из дочерей французского короля.
Первым брачным союзом между династиями Бурбонов и Габсбургов стало бракосочетание эрцгерцога Йозефа, в будущем императора Иосифа II, и Марии-Изабеллы Бурбон-Пармской. Следующим брат Йозефа Леопольд, будущий император Леопольд II, вступил в брак с принцессой Марией-Луизой Испанской. Третий сын, эрцгерцог Фердинанд Карл, женился на наследнице Модены из дома Эсте, герцогине Беатрисе Моденской-Эсте.
В отличие от успешного претворения своих планов по женитьбе своих сыновей, Мария-Терезия столкнулась с многочисленными проблемами при устройстве браков своих дочерей. Старшая дочь, эрцгерцогиня Мария-Анна, из-за слабого здоровья осталась не замужем. Планы по заключению брачного союза между миловидной эрцгерцогиней Марией-Елизаветой Австрийской и королём Франции Людовиком XV расстроились из-за болезни эрцгерцогини оспой. В то время, как эрцгерцогиня Мария-Кристина Австрийская смогла выбрать себе супруга, герцога Альберта Саксен-Тешенского, по своему желанию, эрцгерцогиня Мария-Амалия Австрийская была выдана замуж против её воли за Фердинанда I Бурбон-Пармского. Эрцгерцогини Иоанна-Габриелла и Мария-Йозефа умерли от оспы, таким образом эрцгерцогиня Мария-Каролина Австрийская заняла место невесты Фердинанда I, короля Обеих Сицилий.

### Бракосочетание Людовика и Марии-Антуанетты
Заключение брака между австрийской эрцгерцогиней Марией-Антуанеттой и дофином Франции должно было стать последним и самым грандиозным брачным союзом между династиями Бурбонов и Габсбургов, а также скрепить мир между Францией и Австрией. Мария-Терезия настойчиво добивалась от французского короля официального предложения. Оно было получено в 1769 году. После подписания брачного договора обнаружились значительные пробелы в общих знаниях Марии-Антуанетты и недостаточное владение ею французским языком. Императрицей были приглашены воспитатели, преподаватели танцев и иностранных языков, которые в кратчайшие сроки должны были подготовить юную эрцгерцогиню к исполнению её обязанностей в качестве будущей королевы Франции. С этого момента и до самого отъезда Мария-Антуанетта спала в покоях своей матери.
19 апреля 1770 года состоялось бракосочетание по доверенности, где жениха представлял эрцгерцог Фердинанд. 21 апреля Мария-Антуанетта, в возрасте 14 лет, навсегда покидает Вену. 7 мая прошла церемония «передачи» на «нейтральной» территории, на безлюдном рейнском островке, вблизи Страсбурга. По правилам ритуала девушка должна была расстаться со своими австрийскими друзьями и знакомыми, которые её сопровождали, а также полностью раздеться. Это означало, что она оставляет всё, что принадлежало чужеземному двору и государству, чтобы стать дофиной Франции. Её одели во все французское, и с этого дня австрийская эрцгерцогиня Мария-Антония стала дофиной Франции Марией-Антуанеттой. Королевская семья встретила Марию-Антуанетту в Компьенском лесу.
16 мая 1770 года в Версале состоялось второе бракосочетание. Один праздник по случаю бракосочетания сменялся другим. Кульминацией должны были стать народные гуляния 30 мая 1770 года на сегодняшней площади Согласия с музыкой, фейерверком, вином, хлебом и мясом за счёт казны. Народ толпился на площади и на подходах к ней. Ситуация осложнялась находящимися на площади строительными котлованами. Пиротехнические ракеты, с треском и шипением взрывавшиеся в толпе, вызвали панику. Люди, пришедшие на праздник, бросились врассыпную, сталкиваясь друг c другом и толкаясь, многие попадали в котлованы или были затоптаны толпой. В результате плохо организованного праздника погибли 139 человек и сотни были ранены. Погибших захоронили на кладбище Святой Мадлены. 23 года спустя труп Марии-Антуанетты сбросят на этом же кладбище в общую могилу.
Мария-Терезия понимала, что дочь слишком молода и нуждается в руководстве, поэтому направила во Францию своего посланника Мерси д’Аржанто. Он следил за каждым шагом дофины и подробнейшим образом обо всём информировал императрицу.
Фактически брак долго не был осуществлён — дофин страдал от фимоза, требовалась хирургическая операция обрезания, на которую Людовик не мог решиться. Лишь через семь лет, после бракосочетания, когда брат Марии-Антуанетты император Иосиф специально приедет в Париж, чтобы склонить зятя к операции, Людовик даст на неё согласие.

## При французском дворе
При французском дворе молодая и неопытная дофина выделялась добротой и весёлым нравом, но из-за отсутствия навыков общения с таким большим количеством людей — часто попадала впросак. Первой фрейлиной была назначена графиня де Ноай, женщина весьма строгих правил. Мария-Антуанетта, чувствуя излишнюю опеку со стороны пожилой дамы и тяготясь этой опекой, дала ей прозвище «Мадам Этикет». Нравы французского двора оставались чуждыми принцессе, одним из немногих людей, кому она доверяла и у кого искала поддержки, был посол Австрии, граф Мерси д’Аржанто. Ему Марией-Терезией была отведена также роль наставника, кроме того он должен был держать императрицу в курсе всех событий при дворе. Таким образом возникла знаменитая переписка Мерси д’Аржанто, которая является бесценной хроникой жизни Марии-Антуанетты с её свадьбы в 1770 году до смерти в 1793 году.
Первые три года брака она находилась под влиянием не только д’Аржанто, но трёх незамужних дочерей короля — Аделаиды, мадам Виктории и мадам Софии. Они использовали наивную, добродушную, доверчивую дофину в своих интригах, направленных в большинстве своём против фаворитки короля, которая была для трёх сестёр нежелательной персоной при дворе. Под влиянием так называемых тётушек Мария-Антуанетта стала негативно относиться к мадам Дюбарри. Несмотря на наличие у последней обширных связей при дворе, дофина вначале всячески уклонялась от общения с ней. Сама же Дюбарри по этикету не могла первой заговаривать с будущей королевой. Только после того, как кронпринцесса последовала наказу своей матери решить эту затянувшуюся, накрученную дворовыми интригами, проблему и не портить отношения с королём — она адресовала Дюбарри свои знаменитые семь слов: «Сегодня в Версале как-то слишком много людей!».

## Королева Франции и Наварры
Восшествие на престол Людовика XVI 10 мая 1774 года было встречено с энтузиазмом: все восприняли его как окончание долгой эпохи фаворитизма и ожидали перемен к лучшему. Супруга короля имела репутацию доброй, милосердной, щедрой и великодушной женщины.

Став королевой, Мария-Антуанетта освободилась от мелочной опеки тёток Людовика XVI и своих гувернанток.
Я очень всем этим взволнована и ещё более озабочена судьбой моей дочери. Судьба её будет либо блистательной, либо глубоко несчастной. Король, министры находятся в крайне трудном положении, дела государства запутаны и расстроены, а она так молода! У неё никогда не было и, пожалуй, никогда не будет серьёзных стремлений.
 — писала Мария-Терезия Мерси д’Аржанто.
Мать призывала Марию-Антуанетту вести «спокойную и непредосудительную жизнь» и «прилагать все усилия на благо государства» и надеялась на продолжение дружественных отношений между Францией и Австрией, залога европейского мира, но характер молодой, свободолюбивой женщины не давал ей смириться с «золотой клеткой», муж же, за редким исключением, пресекал её попытки вмешательства в государственные дела, считая их только своим поприщем.
В окружение Марии-Антуанетты мог попасть лишь тот, кто показал своё умение развлекать её. Королева желала веселиться, чтобы забыться. Клоака версальского двора с её интригами, распущенностью и безнравственностью чрезвычайно давили на неё, воспитанную в строгих традициях австрийского императорского дома. Те, кто хорошо знал королеву, её тонкий вкус и чувство гармонии, удивлялись, каких ничтожных людей она приблизила к себе. За редкими исключениями, это были лицемерные льстецы и интриганы, которые, пользуясь дружбой с ней, получали выгодные должности, льготы и дорогие подарки для себя и своих родственников. Возможно, такой была и ближайшая подруга Марии Антуанетты — графиня де Полиньяк, происходившая из обнищавшей аристократической семьи, которая же, наряду с принцессой де Ламбаль, тем не менее, оставалась верной своей венценосной подруге до самого конца. Взлёт семейства Полиньяков был стремительным. Его члены заняли выгодные должности при дворе. Ежегодно это семейство из королевской казны получало около полумиллиона ливров. Вскоре, доверяя своим «друзьям», королева становится послушным орудием этих людей из своего окружения. Но счастливые исключения в нём всё-таки были[уточнить], к ним относится, например, признанный конькобежец и фигурист шевалье де Сен-Жорж, который был партнёром королевы на льду. В модном для высшего общества того времени развлечении — катании на коньках — с королевой Франции не могла сравниться ни одна женщина.
Мария-Антуанетта увлеклась ролью законодательницы мод. Король увеличил её содержание, но средств на оплату нарядов и украшений всё равно не хватало. Королева обратилась к азартным играм. В салон допускались все, кто был в состоянии вести крупную игру, в том числе люди с дурной репутацией. Тем не менее, она и не подозревала, что в её салоне ведётся нечистая игра. По сообщению Мерси д’Аржанто, в 1778 году королева проиграла 171 344 франка.
Ещё одной дорогой игрушкой для неё стал дворец Трианон. Мария-Антуанетта сделала его своей резиденцией, куда удалилась от душившего её версальского этикета с немногими избранными. Этим она вызвала ненависть тех придворных, которые не были допущены в её общество.
Образ жизни молодой, неопытной, мало что знавшей о реалиях жизни женщины, часто нарушавшей этикет версальского двора — давал повод к многочисленным клеветническим измышлениям. История с ожерельем королевы чрезвычайно повредила её репутации и дала повод к самым злостным, охотно принимавшимся на веру, сплетням. Поддерживая распущенную, жадную и фанатически враждебную реформам придворную партию, Мария-Антуанетта в большой степени содействовала опале Тюрго и Мальзерба; также королева поддержала интересы Австрии по поводу событий в Голландии и Баварии.

## Великая французская революция
С начала революции Мария-Антуанетта становится противником конституционно-демократического режима. При нападении люмпенов на Версаль (5—6 октября 1789 года) жизни её угрожала серьёзная опасность. Когда королевская семья переселилась в Тюильри, стараясь побудить мужа к решительной деятельности, Мария-Антуанетта завязала переписку с Мирабо для спасения монархии; но в решительный момент все планы разбились о недоверие к вождю одной из конституционных партий, которого революционеры впоследствии устранили, уличив в измене. Неудачная попытка бегства 20 июня 1791 года сильно ухудшила положение монархов, которые к тому времени уже были сильно ограничены в действиях. По предложению своих друзей для спасения трона и семьи королева старалась ускорить австрийско-прусское вторжение, но это привело к противоположному результату. Когда 10 августа 1792 года тюильрийский дворец был взят, она сохранила спокойствие и достоинство, равно как и в Варенне, при неудавшейся попытке покинуть пределы страны в июне 1791.

## Последние дни Марии-Антуанетты
Во время штурма дворца Тюильри 10 августа 1792 года королевская семья укрылась на заседании Законодательного собрания, а вечером того же дня разместилась в монастыре ордена фельянов. Через три дня, в соответствии с решением Законодательного собрания, членов королевской семьи под охраной доставили в Тампль и разместили на трёх этажах в покоях архивариуса. Режим пребывания позволял им свободно общаться между собой, играть, а королеве — заниматься воспитанием и образованием детей. Конвент, пришедший на смену Законодательному собранию, на первом заседании 21 сентября 1792 года лишил Людовика XVI всех привилегий и права вето, и 29 сентября 1792 года король и его камердинер были заключены в башню замка Тампль. А 26 октября 1792 года Мария-Антуанетта с дочерью Марией Терезой, мадам Элизабет и двумя служанками были переведены в верхний этаж той же башни.
Через пять месяцев после казни Людовика XVI революционный Комитет общественного спасения принял решение перевести Марию Антуанетту из донжона замка Тампль в камеры башни Консьержери на парижском острове Сите. Принимая это решение, Революционный трибунал рассчитывал на то, что австрийское правительство срочно приступит к переговорам. Однако ни Австрия, ни другие европейские державы никак не отреагировали на это. Зато некоторые ярые роялисты стали разрабатывать план вызволения королевы из тюрьмы.
Мария-Антуанетта была доставлена в Консьержери 2 августа 1793 года и заключена в камеру, выходящую окнами на так называемый Женский двор. Камера была обставлена мебелью весьма скупо: кровать с ложем из ремней, раковина, небольшой столик с ящиком, табурет и два стула. На королеве было траурное платье, и она имела с собой немного белья — белую ночную рубашку, пару батистовых блузок, платки, шёлковые чулки, несколько ночных чепчиков и ленты. На шее у неё висел портрет сына и его локон, спрятанный в детскую перчатку.
Ни пера, ни бумаги у королевы не было, и последние дни она проводила за чтением и молитвами. Два раза в день ей приносили еду: в девять утра — завтрак (кофе или шоколад с булочкой), а в полдень — обед (суп, овощное блюдо, дичь или телятину и десерт). Ужинала Мария-Антуанетта остатками от обеда. Обычная ширма отделяла королеву от двух приставленных к ней жандармов.
Маркиз де Ружвиль строил планы по организации побега королевы: задумано было выкрасть её во время импровизированного мятежа. Чтобы предупредить королеву, маркиз «случайно» обронил футляр от очков, в котором лежала записка с изложением плана. Прочитав записку, Мария-Антуанетта разорвала её на кусочки и нацарапала шпилькой на клочке бумаги: «Доверяюсь вам. Сделаю, как вы сказали». Эту записку она дала жандарму с просьбой передать её кому надо, но охранник тут же сообщил своему начальству о готовящемся побеге королевы. После этого были ужесточены условия её содержания в камере и ускорены сроки судебного процесса. 14 сентября её перевели в другую камеру.

Процесс над 37-летней Марией Антуанеттой начался в 8 утра 15 октября 1793 года. Защитником королевы на процессе выступил Клод Шово-Лагард, а обвинителем — весьма грубый на язык Фукье-Тенвиль. Полемист Жак Эбер обвинил Марию Антуанетту в инцесте, но она не стала отвечать ему. Когда один из судей спросил, почему она не отвечает на предъявленные обвинения, Мария-Антуанетта сказала взволнованным голосом: «Если я не отвечаю, то лишь потому, что сама природа отказывается отвечать на подобные гнусные обвинения в адрес матери. Я призываю всех, кто может, явиться сюда». По залу прокатился ропот, и заседание суда было прервано. А вскоре с показаниями выступил сорок один свидетель. В конце концов королеву обвинили в том, что она поддерживала связи с государствами, враждебными Франции, и предала интересы страны.
На следующий день, 16 октября в 4 часа утра был зачитан приговор к смертной казни, принятый единогласно. Затем палач Шарль Анри Сансон постриг королеву наголо и надел ей оковы на отведённые за спину руки. Мария-Антуанетта в белой пикейной рубашке, с чёрной лентой на запястьях, с платком из белого муслина, наброшенным на плечи, и с чепчиком на голове, в лиловых туфлях села в повозку палача. Несмотря на все приписываемые ей легкомыслие и сумасбродства, Мария-Антуанетта и во время суда, и перед казнью сохраняла полное самообладание и ничем не уронила королевского достоинства. Она сама взошла на эшафот и сама легла под нож гильотины, хотя нередки были случаи, когда даже осуждённые на смерть мужчины падали в обморок и не могли без посторонней помощи подняться по ступенькам.
Поднимаясь на эшафот, Мария-Антуанетта наступила на ногу палачу и извинилась: «Простите, месье, я не нарочно». Это были последние слова французской королевы.
В 12 часов 15 минут королева была обезглавлена на нынешней площади Согласия. В 1815 году по приказу короля Франции Людовика XVIII её останки были опознаны и перенесены c кладбища Мадлен в Сен-Дени. На предполагаемом месте захоронения на кладбище позднее была построена часовня Покаяния, а на месте самого кладбища разбит парк Людовика XVI.

## Дети
От своего мужа Людовика XVI (замужем с 1770 года) имела четырёх детей:
- Мария Тереза Французская (1778—1851), именовавшаяся Madame Royale, последняя дофина Франции. Замужем за своим двоюродным братом Людовиком, герцогом Ангулемским, последним дофином Франции. Детей не имела.
- Людовик Жозеф Ксавье Франсуа (1781—1789) — умер в возрасте семи с половиной лет от туберкулёза.
- Людовик Карл (1785—1795) — провозглашённый король Людовик XVII, фактически никогда не правил, умер в возрасте десяти лет от туберкулёза и последствий ненадлежащего обращения.
- София Елена Беатриса (1786—1787) — умерла в младенчестве от туберкулёза.

## В литературе и искусстве
Мария-Антуанетта славилась красотой; лучшие портреты принадлежат её подруге – Элизабет Виже-Лебрен и Рослену. Известна картина Поля Делароша, изображающая её перед судьями.

### Музыка
- «Казнь Марии-Антуанетты» — музыкальное сочинение (фантазия) Яна Дусика для чтеца и фортепиано (1793 год)
- Мюзикл «Мария Антуанетта»[англ.] на музыку Сильвестра Левая и слова Михаэля Кунце (2006 год)
- Опера Корильяно «Призраки Версаля[англ.]» (1991 год)
- Мюзикл Les amants de la Bastille (2012 год)
- Музыкальный клип Grimes — Flesh without Blood (2015 год)
- Музыкальный клип Dorian Electra —The Dark History Of High Heels (2016 год)
- Музыкальный клип Katy Perry — Hey Hey Hey (2017 год)
- Песня «Marie Antoinette» британской группы Curved Air с альбома Phantasmagoria (1973 год)
- Музыкальный клип Queen — Killer Queen (1974 год)
- Посвящение королеве — Хельга Эн-Кенти
- Музыкальный клип CHiCO with HoneyWorks — Marie (2021 год)
- Песня «Мария-Антуанетта» исполнителя Кирилла Устинова и российской группы Гоголем с альбома Трагедии (2022 год)
- Песня «MARIE ANTOINETTE» реперши Qveen Herby[англ.] (2023 год)

### Кино и мультипликация
- «Наполеон», 1927, Франция, реж. Абель Ганс, в роли королевы Марии Антуанетты Сюзанна Бьянкетти. В 1935 году вышла звуковая версия этого фильма.
- «Мария-Антуанетта», 1938, США, реж. В. С. Ван Дайк, в роли королевы Марии-Антуанетты — Норма Ширер.
- «Мария-Антуанетта — королева Франции», 1956, Франция-Италия, реж. Жан Деланнуа, в роли королевы Марии-Антуанетты — Мишель Морган.
- «Джон Пол Джонс» (1959)
- «Мария-Антуанетта», 1975, Франция, 4-серийный мини-сериал, реж. Ги-Андре Лефранк, в роли королевы Марии-Антуанетты — Женевьева Казиль.
- «Леди Оскар», 1979, Франция-Япония, реж. Жак Деми, снят по сюжету манги Риёко Икэды «Роза Версаля», в роли Марии-Антуанетты — Кристин Бом.
- «Австрийка», 1989, реж: Гранье-Дефер, Пьер.
- «Французская революция», 1989, реж. Робер Энрико и Ричард Т. Хеффрон. В роли Марии-Антуанетты — Джейн Сеймур (озвучка — Беатрис Дельф)
- «Джефферсон в Париже» (1995)
- «История с ожерельем», 2001, реж: Ч. Шайер.
- «Мария-Антуанетта», 2006, реж. С. Коппола, в роли королевы Марии-Антуанетты — Кирстен Данст.
- «Мария-Антуанетта. Подлинная история», 2006, Канада-Франция, реж. Франсис Леклер, Ив Симоно, в роли королевы Марии-Антуанетты — Карин Ванасс.
- «Прощай, моя королева», 2012, Франция-Испания, реж. Бенуа Жако, в роли королевы Марии-Антуанетты — Дайан Крюгер.
- «Шевалье (фильм, 2022)»
- Мария-Антуанетта (сериал) 2022, Франция, реж. Жоффрей Энтховен, в роли королевы Марии-Антуанетты - Эмилия Шуле
- «Жанна Дюбарри», 2023, Франция, в роли дофины Марии-Антуанетты — Полин Польманн.
- В сериале «Хранилище 13», в 3 серии 1 сезона в самом начале, упоминается гильотина, с помощью которой Мария Атуанетта была казнена.
- Анимационный фильм «Приключения мистера Пибоди и Шермана», 2014, США, реж. Роб Минкофф, в котором главные герои на машине времени посещают Францию накануне революции и попадают на бал к королеве.
- Аниме-сериал «Роза Версаля» по одноимённой манге Риёко Икэды, 1979, Япония
- «Наполеон», 2023. Режиссёр — Ридли Скотт. В роли Марии-Антуанетты Катрин Уолкер.

### Прочее (видеоигры, манга)
Видеоигры
- «Нэнси Дрю. Сокровище королевской башни» (2001)
- Является слугой класса Райдер и Авэнджер в игре Fate/Grand Order
- Является основным персонажем главной истории мобильной игры Time Princess
- Часто упоминается и появляется в кат-сцене в игре Assassin’s Creed Unity.
- Персонаж с ее именем есть в играх The Elder Scrolls IV: Oblivion и The Elder Scrolls IV: Oblivion Remastered.

Манга
- The Rose of Versailles, манга Риёко Икэды и одноимённое аниме.
- Innocent Синъити Сакамото (2013).
- «Aku no musume», песня, манга и серия ранобэ mothy. Образ Марии-Антуанетты был дан главной героине — Рилиан Люцифен д’Отриш.